# アルトゥール・ボルツ
アルトゥール・ボルツ（ポーランド語: Artur Boruc, 1980年2月20日 - ）は、ポーランド出身の元サッカー選手。現役時代のポジションはGK。元ポーランド代表。

## 経歴
イェジー・ドゥデクからポジションを奪取したポーランド代表の守護神。2006 FIFAワールドカップにおいてはトマシュ・クシュチャク、ウカシュ・ファビアンスキとポジションを争い、全試合にフル出場した。
セルティックFC在籍時の2006年11月21日に行われたUEFAチャンピオンズリーグ、マンチェスター・ユナイテッドFC戦では、中村俊輔がフリーキックを決め、1点リードの試合終了間際のPKの場面でルイ・サハのキックを見事にストップし、中村と共にチームの勝利に貢献。セルティックの現行のチャンピオンズリーグとなってからの初の決勝トーナメント進出に導いた。決勝トーナメントにおいても1回戦ACミラン戦で敵の怒涛の攻撃を2試合合計1失点に抑えた。
2006-07シーズンのスコットランドPFA年間最優秀選手賞にノミネート。年間最優秀選手を獲得した中村俊輔とともに攻守の要として活躍した。2008年1月6日、セルティックと2011年までの契約を結んだ。
同年の欧州選手権で全試合フル出場を果たすが、8月20日のウクライナ代表との親善試合の後、ポーランド代表のレオ・ベーンハッカー監督が、「ポーランド代表のメンバーとしての自覚に欠けた軽率な行動を取った」という理由でダリウシュ・ドゥドカ、ラドスラフ・マイェフスキとともに無期限の追放処分を受けていたが、最終的にはワールドカップ・欧州予選の最初の2試合は出場停止になることになった。
2010年7月12日にイタリアのフィオレンティーナに移籍することが発表された。フィオレンティーナでは当初、長年正GKを務めてきたセバスティアン・フレイの控えとして位置づけられていたが、フレイがシーズンを棒に降る大怪我を負ったために代役としてを務めることとなり、持ち前の鋭い反応でフレイの穴を感じさせないプレーを披露。フレイが復帰した後もポジションを譲らず、最終的には26試合に出場した。シーズン終了後、フレイはジェノアCFCに移籍することになり、2011-12シーズンはフレイの背番号1を継承。不動のレギュラーとして36試合に出場した。
2011-12シーズン終了後、フィオレンティーナとの契約が満了して無所属になっていたが、2012年9月22日にイングランドのサウサンプトンFCとシーズン終了までの契約を結んだ。10月20日のウェストハム・ユナイテッド戦でプレミアデビューを飾ったが、1-4で大敗した。その後は控えとして過ごしたが、なかなか正GKは定まらず年明けになると定位置を確保。最後尾から好守を見せた。
2014-15シーズンは、新加入のフレイザー・フォースターに正GKの座を譲り、控えとなっていたため、フットボールリーグ・チャンピオンシップ所属のAFCボーンマスに2015年1月までレンタル移籍することとなった。その後、レンタル期間をシーズン終了まで延長し、AFCボーンマスのリーグ優勝およびプレミアシップ昇格に貢献した。同シーズン終了後にサウサンプトンからフリートランスファーでAFCボーンマスに加入した。
2017年3月1日、自身のインスタグラムを通じて、ポーランド代表の引退を発表した。
2020年8月1日、古巣であるレギア・ワルシャワへの復帰が発表され、背番号は1に決まった。同日ポーランドメディアでは「王の帰還」と称し、SNS上で大変な騒ぎとなった。
2022年6月17日、現役引退を表明した。

## 個人成績
| クラブ             | シーズン | リーグ | リーグ | カップ | カップ | リーグカップ | リーグカップ | UEFA | UEFA | 通算 | 通算 |
| クラブ             | シーズン | 出場   | 得点   | 出場   | 得点   | 出場         | 得点         | 出場 | 得点 | 出場 | 得点 |
| ------------------ | -------- | ------ | ------ | ------ | ------ | ------------ | ------------ | ---- | ---- | ---- | ---- |
| レギア・ワルシャワ | 2000-01  | 0      | 0      | 0      | 0      | 0            | 0            | -    | -    | 0    | 0    |
| レギア・ワルシャワ | 2001-02  | 5      | 0      | 0      | 0      | 1            | 0            | 0    | 0    | 6    | 0    |
| レギア・ワルシャワ | 2002-03  | 12     | 0      | 0      | 0      | -            | -            | 0    | 0    | 12   | 0    |
| レギア・ワルシャワ | 2003-04  | 26     | 1      | 4      | 0      | -            | -            | -    | -    | 30   | 1    |
| レギア・ワルシャワ | 2004-05  | 26     | 0      | 10     | 0      | -            | -            | 4    | 0    | 40   | 0    |
| レギア・ワルシャワ | 通算     | 69     | 1      | 14     | 0      | 1            | 0            | 4    | 0    | 88   | 1    |
| セルティック       | 2005-06  | 34     | 0      | 1      | 0      | 4            | 0            | 1    | 0    | 40   | 0    |
| セルティック       | 2006-07  | 36     | 0      | 5      | 0      | 2            | 0            | 8    | 0    | 51   | 0    |
| セルティック       | 2007-08  | 30     | 0      | 4      | 0      | 2            | 0            | 9    | 0    | 45   | 0    |
| セルティック       | 2008-09  | 34     | 0      | 3      | 0      | 4            | 0            | 6    | 0    | 47   | 0    |
| セルティック       | 2009-10  | 28     | 0      | 2      | 0      | 0            | 0            | 8    | 0    | 38   | 0    |
| セルティック       | 通算     | 162    | 0      | 15     | 0      | 12           | 0            | 32   | 0    | 221  | 0    |
| フィオレンティーナ | 2010-11  | 26     | 0      | 1      | 0      | -            | -            | -    | -    | 27   | 0    |
| フィオレンティーナ | 2011-12  | 36     | 0      | 1      | 0      | -            | -            | -    | -    | 37   | 0    |
| フィオレンティーナ | 通算     | 62     | 0      | 2      | 0      | 0            | 0            | 0    | 0    | 64   | 0    |
| サウサンプトン     | 2012-13  | 20     | 0      | 1      | 0      | 0            | 0            | -    | -    | 21   | 0    |
| サウサンプトン     | 2013-14  | 29     | 0      | 0      | 0      | 0            | 0            | -    | -    | 29   | 0    |
| サウサンプトン     | 通算     | 49     | 0      | 1      | 0      | 0            | 0            | 0    | 0    | 50   | 0    |
| ボーンマス (loan)  | 2014-15  | 37     | 0      | 0      | 0      | 2            | 0            | -    | -    | 39   | 0    |
| ボーンマス         | 2015-16  | 32     | 0      | 0      | 0      | 0            | 0            | -    | -    | 32   | 0    |
| ボーンマス         | 通算     | 69     | 0      | 0      | 0      | 2            | 0            | 0    | 0    | 71   | 0    |
| 総通算             | 総通算   | 411    | 1      | 32     | 0      | 15           | 0            | 36   | 0    | 494  | 0    |

## 代表歴

### 出場大会
- ポーランド代表
  - 2006 FIFAワールドカップ

### 試合数
- 国際Aマッチ 65試合 0得点（2004年-2017年）[12]

| ポーランド代表 | 国際Aマッチ | 国際Aマッチ |
| 年             | 出場        | 得点        |
| -------------- | ----------- | ----------- |
| 2004           | 4           | 0           |
| 2005           | 9           | 0           |
| 2006           | 8           | 0           |
| 2007           | 10          | 0           |
| 2008           | 8           | 0           |
| 2009           | 5           | 0           |
| 2010           | 2           | 0           |
| 2011           | 0           | 0           |
| 2012           | 0           | 0           |
| 2013           | 10          | 0           |
| 2014           | 3           | 0           |
| 2015           | 2           | 0           |
| 2016           | 3           | 0           |
| 2017           | 1           | 0           |
| 通算           | 65          | 0           |

## タイトル
クラブ
レギア・ワルシャワ
- エクストラクラサ 2001–02, 2020-21
- ポーランド・リーグ・カップ 2002

セルティックFC
- スコティッシュ・プレミアリーグ 2005-06, 2006-07, 2007-08
- スコティッシュリーグカップ 2005-06, 2008-09
- スコティッシュカップ 2006-07

AFCボーンマス
- フットボールリーグ・チャンピオンシップ 2014-15